# 朝吹茉莉
朝吹茉莉（1985年4月26日—）。是日本漫畫家，綽號：茉小莉，日本東京都東久留米市出身。

## 關於
非常喜歡《小美人魚》中的愛麗兒。

## 經歷
- 在2003年的Ribon漫画スクール2月號中以《築夢踏實》獲得準《Ribon》獎，該作品並刊登於同年的《Ribonオリジナル》2月號,[2]。
- 曾任槙陽子老師的助手。

## 作品

### 台灣已出版單行本
- 尖端出版：

《無敵☆女子高生》（無敵☆女子高生）（全1集）
《白色聖誕頌》（ホワイトキャロル）（全1集）
《我和你的起跑點》（キミとここから!）（全1集;3回/初次連載作品）
《羽球女孩》（バドガール）（全2集，己完結/連載作品）

### 台灣未出版單行本
《歌舞青春》（ハイスクールミュージカル）（全1集）
《星光少女》（プリティーリズム）（1-5集，己完結）

## 外部連結
- 朝吹まりブログ （页面存档备份，存于） - 個人網誌。